# 石门嘉陵江大桥
石门嘉陵江大桥，或简称“石门大桥”，是位于中国重庆市的一座单塔公路斜拉桥，跨越沙坪坝区中渡口与江北区大石坝之间的嘉陵江，是连接江北区和沙坪坝区的重要通道之一。大桥由上海市政工程设计院设计，重庆市桥梁工程总公司负责施工，于1985年12月25日开工，1988年12月25日建成通车。是中国第一座大跨径斜拉桥，也是当时亚洲主跨最长的单塔斜拉桥，总投资额1.13亿元人民币。

## 设计
大桥全长1,096米，其中主桥长716米，桥型为单塔单索面预应力混凝土斜拉桥，跨径布置为200米+230米+5×50米+36米；引桥为预应力混凝土连续梁桥，跨径组合9×30米。桥面全宽25.5米，其中行车道宽15米，设双向四车道；人行道宽2×3米。桥面标高225.67米。桥塔总高约163米，其中墩高约50米，塔柱自桥面以上高113米。全桥共216根钢拉索，采用平行索布置，索距7.5米，拉索最长达230米。主梁为箱型断面，高4米，采用劲性骨架悬臂浇筑法施工；引桥采用顶推法施工。设计荷载：汽车－20，挂车－100。大桥于1990年获得中华人民共和国建设部工程“鲁班奖”。

## 维护历程
2000年，重庆路桥股份有限公司出资30余万元对大桥进行路灯改造，这是该桥建成以后第一次全面的路灯改造工程。由于重庆天气腐蚀性严重，加之人为及其他因素，大桥灯具、灯杆此前均出现大面积破损，影响了正常照明，改造后大桥的34盏路灯全部更换为美国库柏灯具。
2005年，石门嘉陵江大桥进行了部分斜拉索的维修更换。
由于大桥长期被车辆碾压，桥面破损严重，部分路面出现坑洞，车辆须减速才能通行。维护单位于2007年开始对大桥进行翻修，2008年翻修完成，并对斜拉索再次进行更换，全桥216根拉索，除2005年已更换的36根外，其余全部进行了更新。

## 事件
2006年10月1日，一辆711路公交车在行驶至石门嘉陵江大桥引桥大弯道处时驶向大桥左侧，冲上路沿，撞坏大桥护栏后坠落桥下30米以下地面，造成29人死亡，受伤21人，其中重伤11人。